# Tauriac-de-Camarès
Pour les articles homonymes, voir Tauriac.
Tauriac-de-Camarès est une commune française située dans le département de l'Aveyron, en région Occitanie.

## Géographie

### Localisation
Tauriac-de-Camarès se situe dans les contreforts des Monts de Lacaune et est traversé par la Nuéjouls. Tauriac-de-Camarès est l'un des villages les plus au sud du département de l'Aveyron.

### Communes limitrophes
Les communes limitrophes sont  Avène, Brusque, Ceilhes-et-Rocozels, Fayet, Montagnol et Mélagues.
| Fayet   | Montagnol          | Ceilhes-et-Rocozels (Hérault) |
| Brusque | Tauriac-de-Camarès |                               |
|         | Mélagues           | Avène (Hérault)               |

### Lieux-dits et hameaux
- Borie de Combes (la)
- Castagnerie (la)
- Corbières
- Devèze (la)
- Ensèges
- Frézié (la)
- Laguiole
- Lavagne (la)
- Maruc (le)
- Mas Nau (le)
- Mathet (le)
- Maussac
- Moulin des Planquettes
- Navaroux
- Pierrefiche
- Tauriac

### Hydrographie

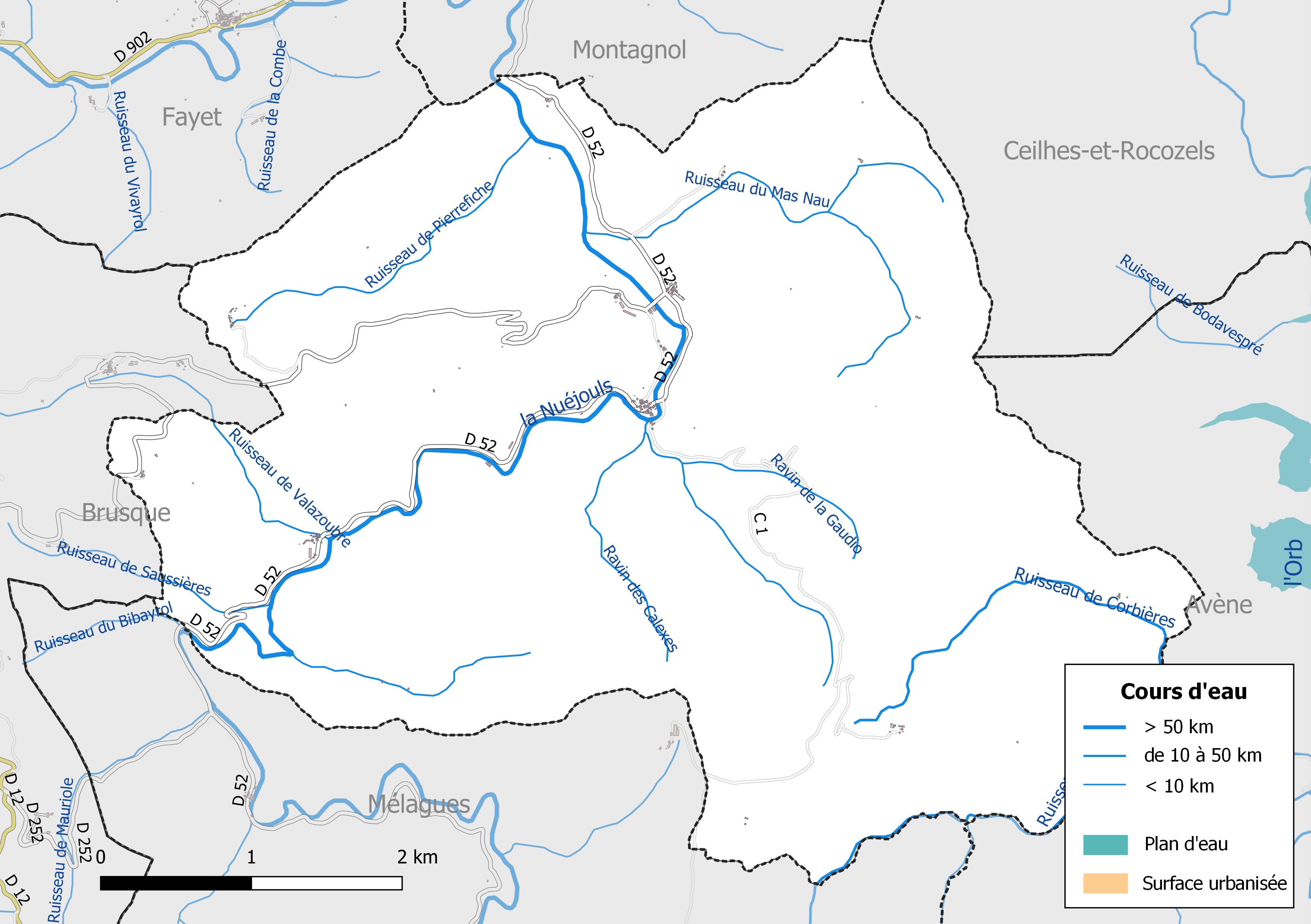
Réseaux hydrographique et routier de Tauriac-de-Camarès.

La commune est drainée par la Nuéjouls, le ruisseau de Corbières, le ruisseau del Rouergue, le ravin de la Gaudio, le ravin des Calexes, le ruisseau de Pierrefiche, le ruisseau de Saussières, le ruisseau de Valazoubre, le ruisseau du Mas Nau et par divers petits cours d'eau.
La Nuéjouls, d'une longueur totale de 31,2 km, prend sa source dans la commune de Mélagues et se jette  dans le Dourdou de Camarès à Sylvanès, après avoir arrosé 5 communes.

### Climat
Pour des articles plus généraux, voir Climat de l'Occitanie et Climat de l'Aveyron.
En 2010, le climat de la commune est de type climat des marges montargnardes, selon une étude s'appuyant sur une série de données couvrant la période 1971-2000. En 2020, Météo-France publie une typologie des climats de la France métropolitaine dans laquelle la commune est dans une zone de transition entre le climat de montagne et le climat méditerranéen et est dans une zone de transition entre les régions climatiques « Provence, Languedoc-Roussillon » et « Sud-est du Massif Central ».
Pour la période 1971-2000, la température annuelle moyenne est de 11,2 °C, avec une amplitude thermique annuelle de 15,4 °C. Le cumul annuel moyen de précipitations est de 1 154 mm, avec 9,9 jours de précipitations en janvier et 4,4 jours en juillet. Pour la période 1991-2020, la température moyenne annuelle observée sur la station météorologique la plus proche, située sur la commune de Brusque à 7 km à vol d'oiseau, est de 11,0 °C et le cumul annuel moyen de précipitations est de 1 103,3 mm,. Pour l'avenir, les paramètres climatiques de la commune estimés pour 2050 selon différents scénarios d'émission de gaz à effet de serre sont consultables sur un site dédié publié par Météo-France en novembre 2022.

### Milieux naturels et biodiversité

#### Espaces protégés
La protection réglementaire est le mode d’intervention le plus fort pour préserver des espaces naturels remarquables et leur biodiversité associée.
Dans ce cadre, la commune fait partie d'un espace protégé, le Parc naturel régional des Grands Causses, créé en 1995 et d'une superficie de 327 937 ha, s'étend sur 97 communes. Ce territoire rural habité, reconnu au niveau national pour sa forte valeur patrimoniale et paysagère, s’organise autour d’un projet concerté de développement durable, fondé sur la protection et la valorisation de son patrimoine,,.

#### Zones naturelles d'intérêt écologique, faunistique et floristique

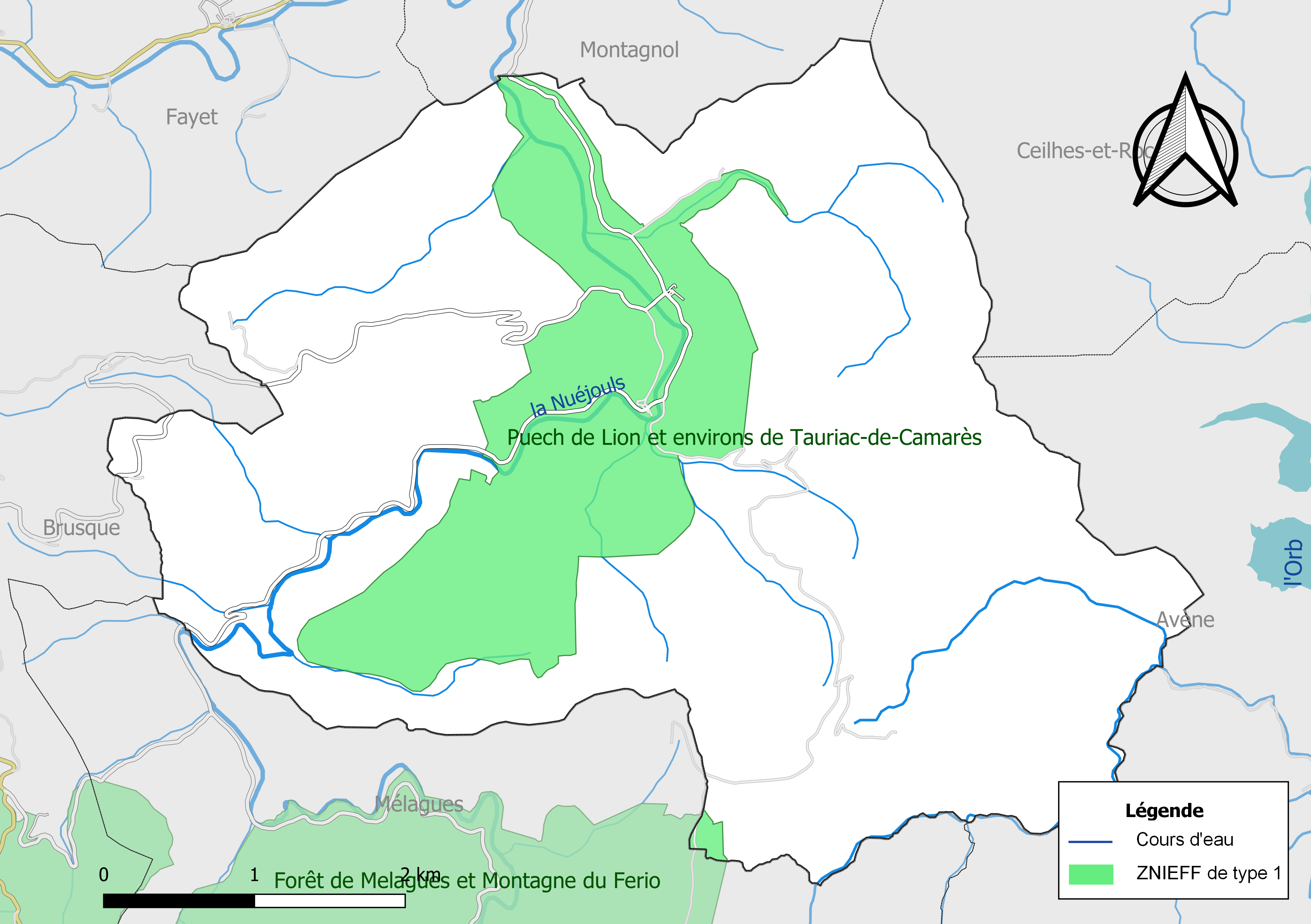
Carte des ZNIEFF de type 1 localisées sur la commune.

L’inventaire des zones naturelles d'intérêt écologique, faunistique et floristique (ZNIEFF) a pour objectif de réaliser une couverture des zones les plus intéressantes sur le plan écologique, essentiellement dans la perspective d’améliorer la connaissance du patrimoine naturel national et de fournir aux différents décideurs un outil d’aide à la prise en compte de l’environnement dans l’aménagement du territoire.
Le territoire communal de Tauriac-de-Camarès comprend deux ZNIEFF de type 1,, 
la « Forêt de Melagues et montagne du Fério » (1 306 ha), couvrant 3 communes dont 2 dans l'Aveyron et 1 dans l'Hérault ;
et le « Puech de Lion et environs de Tauriac-de-Camarès » (499,5 ha)

## Urbanisme

### Typologie
Au 1er janvier 2024, Tauriac-de-Camarès est catégorisée commune rurale à habitat très dispersé, selon la nouvelle grille communale de densité à 7 niveaux définie par l'Insee en 2022.
Elle est située hors unité urbaine et hors attraction des villes,.

### Occupation des sols

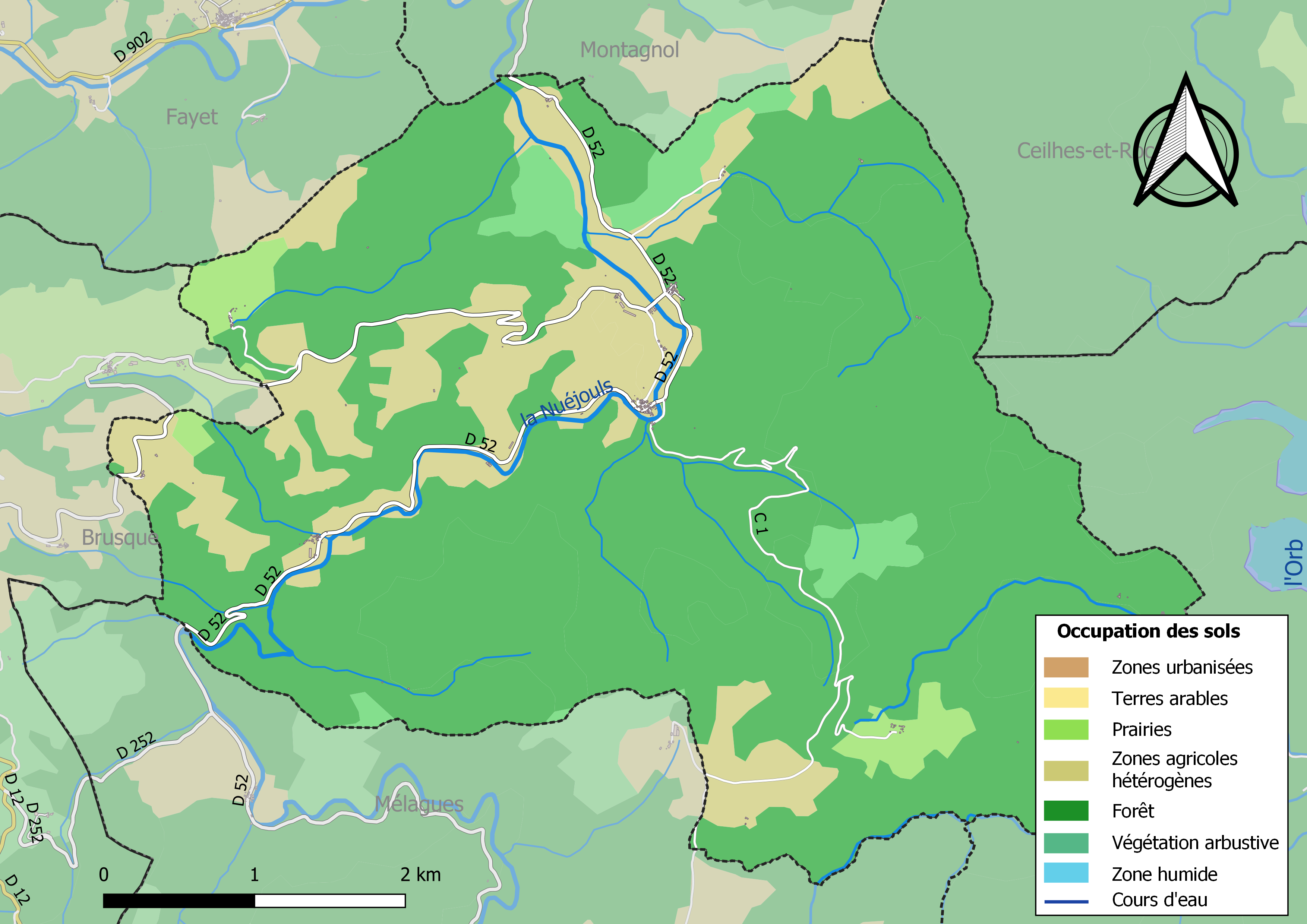
Infrastructures et occupation des sols de la commune de Tauriac-de-Camarès.

L'occupation des sols de la commune, telle qu'elle ressort de la base de données européenne d’occupation biophysique des sols Corine Land Cover (CLC), est marquée par l'importance des forêts et milieux semi-naturels (80,8 % en 2018), une proportion sensiblement équivalente à celle de 1990 (80,7 %). La répartition détaillée en 2018 est la suivante : 
forêts (78,3 %), zones agricoles hétérogènes (16,7 %), prairies (2,5 %), milieux à végétation arbustive et/ou herbacée (2,5 %).

### Planification
La loi SRU du 13 décembre 2000 a incité fortement les communes à se regrouper au sein d’un établissement public, pour déterminer les partis d’aménagement de l’espace au sein d’un SCoT, un document essentiel d’orientation stratégique des politiques publiques à une grande échelle. La commune est dans le territoire du SCoT du Parc naturel régional des Grands Causses, approuvé le vendredi 7 juillet 2017 par le comité syndical et mis à l’enquête publique en décembre 2019. La structure porteuse est le Pôle d'équilibre territorial et rural du PNR des Grands Causses, qui associe huit communautés de communes, notamment la communauté de communes Monts, Rance et Rougier, dont la commune est membre.
La commune, en 2017, avait engagé l'élaboration d'un plan local d'urbanisme.

### Risques majeurs
Le territoire de la commune de Tauriac-de-Camarès est vulnérable à différents aléas naturels : climatiques (hiver exceptionnel ou canicule), feux de forêts et séisme (sismicité très faible).
Il est également exposé à un risque particulier, le risque radon,.

#### Risques naturels
Le Plan départemental de protection des forêts contre les incendies découpe le département de l’Aveyron en sept « bassins de risque » et définit une sensibilité des communes à l’aléa feux de forêt (de faible à très forte). La commune est classée en sensibilité forte.
Les mouvements de terrains susceptibles de se produire sur la commune sont liés à la présence de cavités souterraines localisées sur la commune,.

#### Risque particulier
Dans plusieurs parties du territoire national, le radon, accumulé dans certains logements ou autres locaux, peut constituer une source significative d’exposition de la population aux rayonnements ionisants. Toutes les communes du département sont concernées par le risque radon à un niveau plus ou moins élevé. Selon le dossier départemental des risques majeurs du département établi en 2013, la commune de Tauriac-de-Camarès est classée à risque moyen à élevé. Un décret du 4 juin 2018 a modifié la terminologie du zonage définie dans le code de la santé publique et a été complété par un arrêté du 27 juin 2018 portant délimitation des zones à potentiel radon du territoire français. La commune est désormais en zone 3, à savoir zone à potentiel radon significatif.

## Histoire
Au XIIe siècle, l'église dépend de l'abbaye de Joncels. Jusqu'à la Révolution, la paroisse de Tauriac fait partie intégrante de la communauté de Brusque. En 1871, la commune de Tauriac-de-Camarès est créée à partir d'une partie de la commune de Mélagues. On exploitait sur la commune des carrières d'ardoise.

## Politique et administration

### Découpage territorial
La commune de Tauriac-de-Camarès est membre de la communauté de communes Monts, Rance et Rougier, un établissement public de coopération intercommunale (EPCI) à fiscalité propre créé le 1er janvier 2017 dont le siège est à Belmont-sur-Rance. Ce dernier est par ailleurs membre d'autres groupements intercommunaux.
Sur le plan administratif, elle est rattachée à l'arrondissement de Millau, au département de l'Aveyron et à la région Occitanie. Sur le plan électoral, elle dépend du  canton des Causses-Rougiers pour l'élection des conseillers départementaux, depuis le redécoupage cantonal de 2014 entré en vigueur en 2015, et de la troisième circonscription de l'Aveyron  pour les élections législatives, depuis le dernier découpage électoral de 2010.

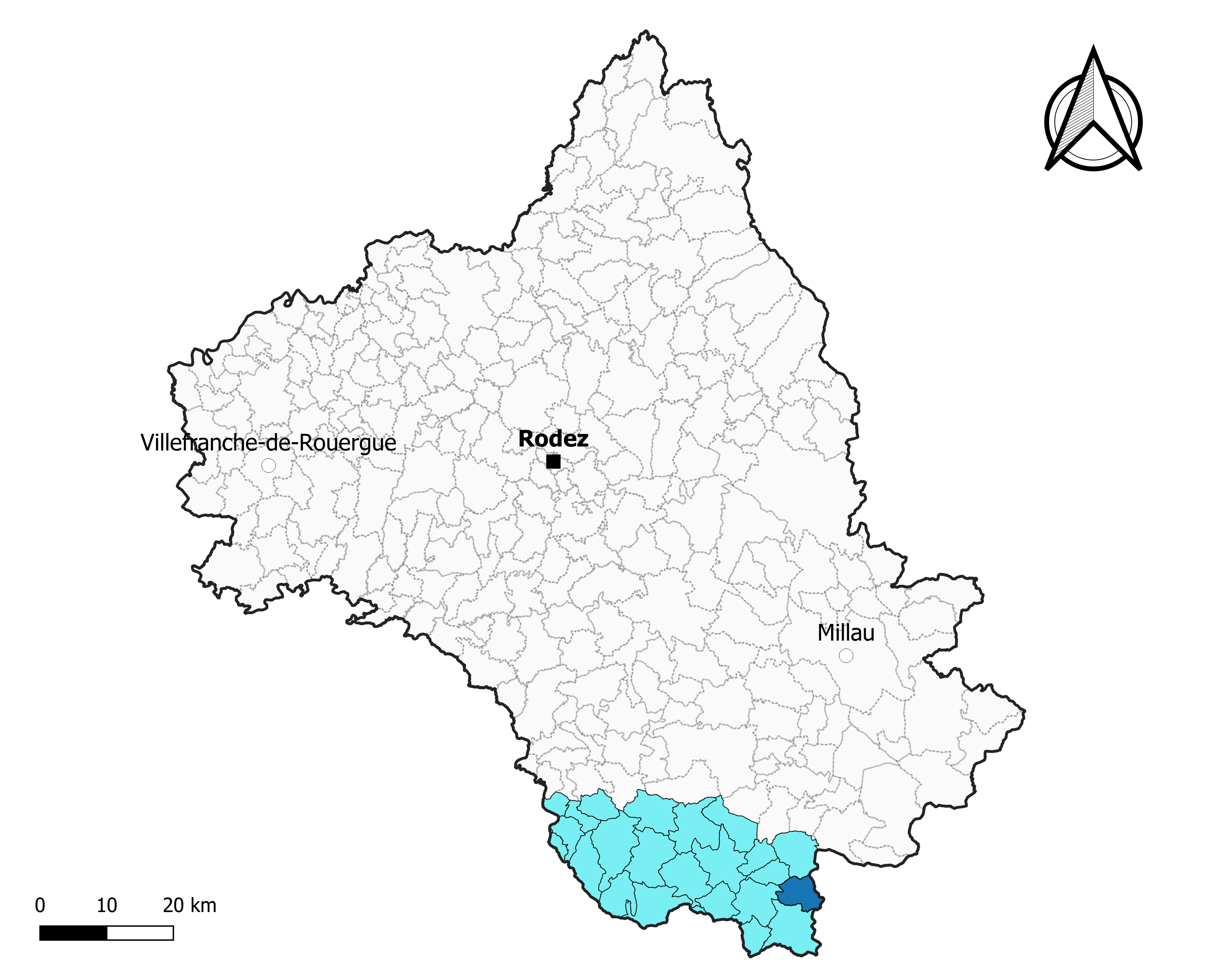
Tauriac-de-Camarès dans l'intercommunalité en 2020.
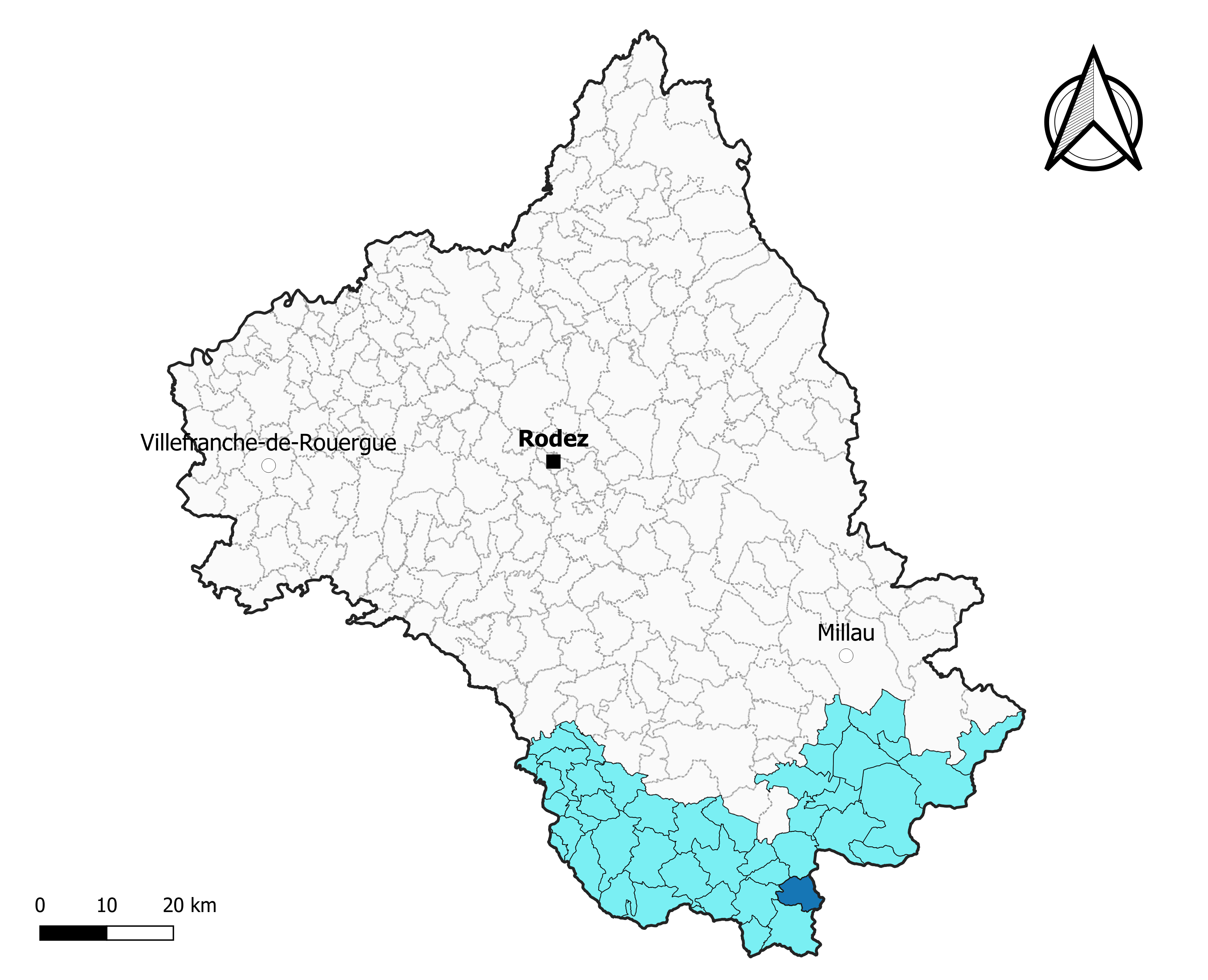
Tauriac-de-Camarès dans le canton des Causses-Rougiers en 2020.
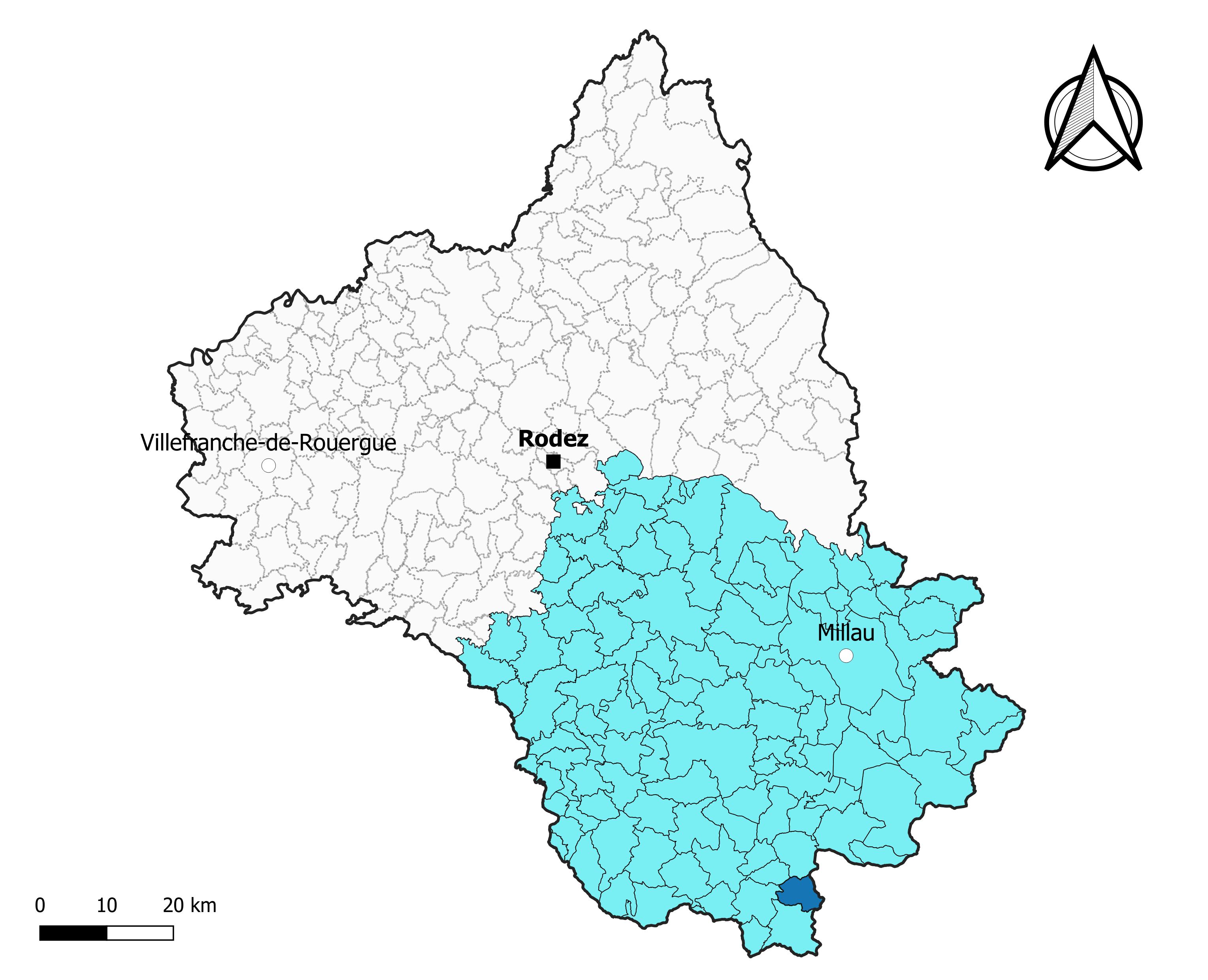
Tauriac-de-Camarès dans l'arrondissement de Millau en 2020.

### Élections municipales et communautaires

#### Élections de 2020
Le conseil municipal de Tauriac-de-Camarès, commune de moins de 1 000 habitants, est élu au scrutin majoritaire plurinominal à deux tours avec candidatures isolées ou groupées et possibilité de panachage. Compte tenu de la population communale, le nombre de sièges à pourvoir lors des élections municipales de 2020 est de 7. Sur les dix candidats en lice, sept sont élus dès le premier tour, le 15 mars 2020, correspondant à la totalité des sièges à pourvoir, avec un taux de participation de 48,05 %.
Jean Marc Negre est élu nouveau maire de la commune le 23 mai 2020.
Dans les communes de moins de 1 000 habitants, les conseillers communautaires sont désignés parmi les conseillers municipaux élus en suivant l’ordre du tableau (maire, adjoints puis conseillers municipaux) et dans la limite du nombre de sièges attribués à la commune au sein du conseil communautaire. Un siège est attribué à la commune au sein de la communauté de communes Monts, Rance et Rougier.

#### Liste des maires
| Période                                  | Période   | Identité         | Étiquette | Qualité                          |
| ---------------------------------------- | --------- | ---------------- | --------- | -------------------------------- |
| mars 1989                                | mars 2008 | Jean-Paul Bral   |           | Transporteur                     |
| mars 2008                                | ?         | Jean-Marc Nègre  | DVD       | Retraité Fonction publique       |
| mars 2014                                | mai 2020  | Jean-Marc Negre  |           | Retraité de la fonction publique |
| mai 2020                                 | En cours  | Jean Marc Negre, |           | Ancien cadre                     |
| Les données manquantes sont à compléter. |           |                  |           |                                  |

## Démographie
L'évolution du nombre d'habitants est connue à travers les recensements de la population effectués dans la commune depuis 1872. Pour les communes de moins de 10 000 habitants, une enquête de recensement portant sur toute la population est réalisée tous les cinq ans, les populations de référence des années intermédiaires étant quant à elles estimées par interpolation ou extrapolation. Pour la commune, le premier recensement exhaustif entrant dans le cadre du nouveau dispositif a été réalisé en 2008.

En 2022, la commune comptait 35 habitants, en évolution de −22,22 % par rapport à 2016 (Aveyron : +0,37 %, France hors Mayotte : +2,11 %).
| 1872 | 1876 | 1881 | 1886 | 1891 | 1896 | 1901 | 1906 | 1911 |
| ---- | ---- | ---- | ---- | ---- | ---- | ---- | ---- | ---- |
| 360  | 390  | 371  | 377  | 380  | 391  | 332  | 317  | 298  |

| 1921 | 1926 | 1931 | 1936 | 1946 | 1954 | 1962 | 1968 | 1975 |
| ---- | ---- | ---- | ---- | ---- | ---- | ---- | ---- | ---- |
| 220  | 211  | 205  | 180  | 183  | 148  | 112  | 99   | 82   |

| 1982 | 1990 | 1999 | 2006 | 2008 | 2013 | 2018 | 2022 | - |
| ---- | ---- | ---- | ---- | ---- | ---- | ---- | ---- | - |
| 73   | 56   | 64   | 59   | 58   | 49   | 37   | 35   | - |

## Économie

### Emploi
| Division       | 2008   | 2013  | 2018   |
| -------------- | ------ | ----- | ------ |
| Commune        | 13,9 % | 0 %   | 11,1 % |
| Département    | 5,4 %  | 7,1 % | 7,1 %  |
| France entière | 8,3 %  | 10 %  | 10 %   |

En 2018, la population âgée de 15 à 64 ans s'élève à 18 personnes, parmi lesquelles on compte 61,1 % d'actifs (50 % ayant un emploi et 11,1 % de chômeurs) et 38,9 % d'inactifs,. Depuis 2008, le taux de chômage communal (au sens du recensement) des 15-64 ans est supérieur à celui de la France et du département.
La commune est hors attraction des villes,. Elle compte 8 emplois en 2018, contre 13 en 2013 et 12 en 2008. Le nombre d'actifs ayant un emploi résidant dans la commune est de 9, soit un indicateur de concentration d'emploi de 88,9 % et un taux d'activité parmi les 15 ans ou plus de 33,3 %.
Sur ces 9 actifs de 15 ans ou plus ayant un emploi, 7 travaillent dans la commune, soit 78 % des habitants. Pour se rendre au travail, 55,6 % des habitants utilisent un véhicule personnel ou de fonction à quatre roues, 11,1 % s'y rendent en deux-roues, à vélo ou à pied et 33,3 % n'ont pas besoin de transport (travail au domicile).

### Activités hors agriculture
4 établissements sont implantés  à Tauriac-de-Camarès au 31 décembre 2019.
Le secteur de l'industrie manufacturière, des industries extractives et autres est prépondérant sur la commune puisqu'il représente 75 % du nombre total d'établissements de la commune (3 sur les 4 entreprises implantées  à Tauriac-de-Camarès), contre 17,7 % au niveau départemental.

### Agriculture
|               | 1988 | 2000 | 2010 | 2020 |
| ------------- | ---- | ---- | ---- | ---- |
| Exploitations | 10   | 6    | 4    | 3    |
| SAU (ha)      | 343  | 334  | 301  | 270  |

La commune est dans les Monts de Lacaune, une petite région agricole occupant le sud du département de l'Aveyron. En 2020, l'orientation technico-économique de l'agriculture  sur la commune est l'élevage d'ovins ou de caprins. Trois exploitations agricoles ayant leur siège dans la commune sont dénombrées lors du recensement agricole de 2020 (dix en 1988). La superficie agricole utilisée est de 270 ha,,.

## Culture locale et patrimoine

### Lieux et monuments
- Reproduction d'une statue-menhir visible au Pont-du-Bondou, l'original se trouve au Musée Fenaille à Rodez.
- Église de la Nativité-de-la-Sainte-Vierge de Tauriac-de-Camarès.

### Héraldique
| Blason de Tauriac-de-Camarès | Blason  | Tiercé en pairle renversé : au 1er de sinople à la gerbe de blé d'or liée de gueules, au 2e de gueules au léopard lionné d'or, au 3e d'azur au lavoir du lieu d'argent. |
| Blason de Tauriac-de-Camarès | Détails | Création de Lionel Frappat et Jean-François Binon adoptée le 5 juillet 2014.                                                                                            |